# مجموعه تپه‌های شهباز لریان
مجموعه تپه‌های شهباز لریان مربوط به دوره ساسانیان - سده‌های اولیه دوران‌های تاریخی پس از اسلام است و در شهرستان فسا، بخش شیبکوه، دهستان فدشکویه، روستای سنان واقع شده و این اثر در تاریخ ۲۶ اسفند ۱۳۸۶ با شمارهٔ ثبت ۲۱۹۰۴ به‌عنوان یکی از آثار ملی ایران به ثبت رسیده است.